# 황르화
황르화(黃日華, 영문명 Felix Wong, 1961년 9월 4일 ~ )는 중화인민공화국 홍콩 특별행정구의 영화배우, 텔레비전 연기자, 가수이다.

## 생애
영국령 홍콩에서 출생하여 지난날 한때 중화인민공화국 광둥성 후이저우 시 보뤄 현에서 잠시 유아기를 보낸 적이 있는 그는 1980년 텔레비전 드라마에서 연기자로 첫 데뷔하였고 1982년 영화 《신천룡팔부(新天龍八部)》의 단역으로 영화배우 데뷔하였으며 1997년에는 가수로도 데뷔한 바 있다.

## 출연작품

### 드라마
- 대운하
- 신포청천ㅡ전조 역
- 소십일랑
- 오기실록2

### 영화
- 취권 2 - 아찬 역
- 변절 - 반란의 시작
- 탈명금: 사라진 천만 달러의 행방
- 유오성의 7인의 암살단
- 쇼크웨이브